# 印均田
印均田（1914年—1998年），男，上海人，中国动力工程和导弹技术专家，曾任上海市技术监督局总工程师。